# Іван Вукович
Іван Вукович (серб. Иван Вуковић; нар. 9 лютого 1987, Тітоград, СР Чорногорія) — чорногорський футболіст, нападник клубу «Іскра» (Даниловград).

## Клубна кар'єра
Футбольну кар'єру розпочав 2003 року в чорногорському клубі «Зета». Вже в своєму другому сезоні у вище вказаному клубі, «Зета» продемонструвала свій найкращий в історії сезон. Команда фінішувала на почесному 3-му місці Першої ліги Сербії і Чорногорії, поступившись лише белградським грандам «Партизану» та «Црвені Звезді». Іван у вище вказаному сезоні залишався лідером атаки своєї команди.

### «Будучност»
У 2006 році переїхав до «Будучності» (Подгориця). У команді відіграв 5 сезонів. За цей час «Будучност» 4 рази ставала віце-чемпіоном Першої ліги Чорногорії, а також виграла 1 чемпіонський титул. У складі клубу відзначився 57-ма голами у 103-ох матчах. Його останні два сезони «Будучності» (сезони 2009/10 та 2010/11) стали особливо вдалими і індивідуальному плані, відзначився 39-ма голами у 60 матчах. Нагороджений Футбольним союзом Чорногорії званням «Футболіст року» в чорногорських турнірах.

### «Хайдук» (Спліт)
Завдяки високій результативності протягом тривалого періоду часу влітку 2011 року один з провідних хорватських клубів «Хайдук» викупив контракт Вуковича за 425 000 євро. 9 серпня 2012 року в поєдинку третього кваліфікаційного раунду Ліги Європи УЄФА 2012/13 проти «Інтернаціонале» відзначився чудовим голом.

### «Соннам»
У червні 2013 року «Хайдук» (Спліт) продва чорногорського нападника до південнокорейського клубу «Соннам».

### «Младост»
У серпні 2014 року повернувся до Єропи, де став гравцем клубу вищого дивізіону сербського чемпіонату «ОФК Белград». У тому ж році повернувся до подгорицької «Младості». Відзначився вирішальним голом у поєдинку проти «Нефтчі», який вивів «Младост» до другого кваліфікаційного раунду Ліги Європи 2015.

### «Маккабі» (Нетанья)
У серпні 2015 року Вукович підписав 1-річний (з опцією продовження ще на 2 роки) контракт з ізраїльським клубом «Маккабі» (Нетанья), але менше ніж через місяць залишив клуб.

### Повернення до «Младості»
Після від'їзду з ізраїля повернувся до свого колишнього клубу, «Младості». По ходу другої половини сезону 2015/16 років погодив з клубом новий контракт. У кваліфікації Ліги Європи УЄФА 2015/16 років відзначився голом у воротах бакинського «Нефтчі», завдяки якому «Младост» вийшов до наступного раунду. У сезоні 2015/16 років разом з командою став переможцем чемпіонату Чорногорії. По завершенні сезону 2015/16 років вирішив не продовжувати угоду зі столичним клубом.

## Кар'єра в збірній
На юнацькому рівні виступав за збірну Чорногорії. У футболці національної збірної дебютував 18 листопада 2009 року, вийшовши на поле замість Милорада Пековича в товариському матчі проти Білорусі. Цей поєдинок так і залишився єдиним в кар'єрі Івана за збірну Чорногорії.